# 康斯坦丁尼夫卡 (文尼察州)

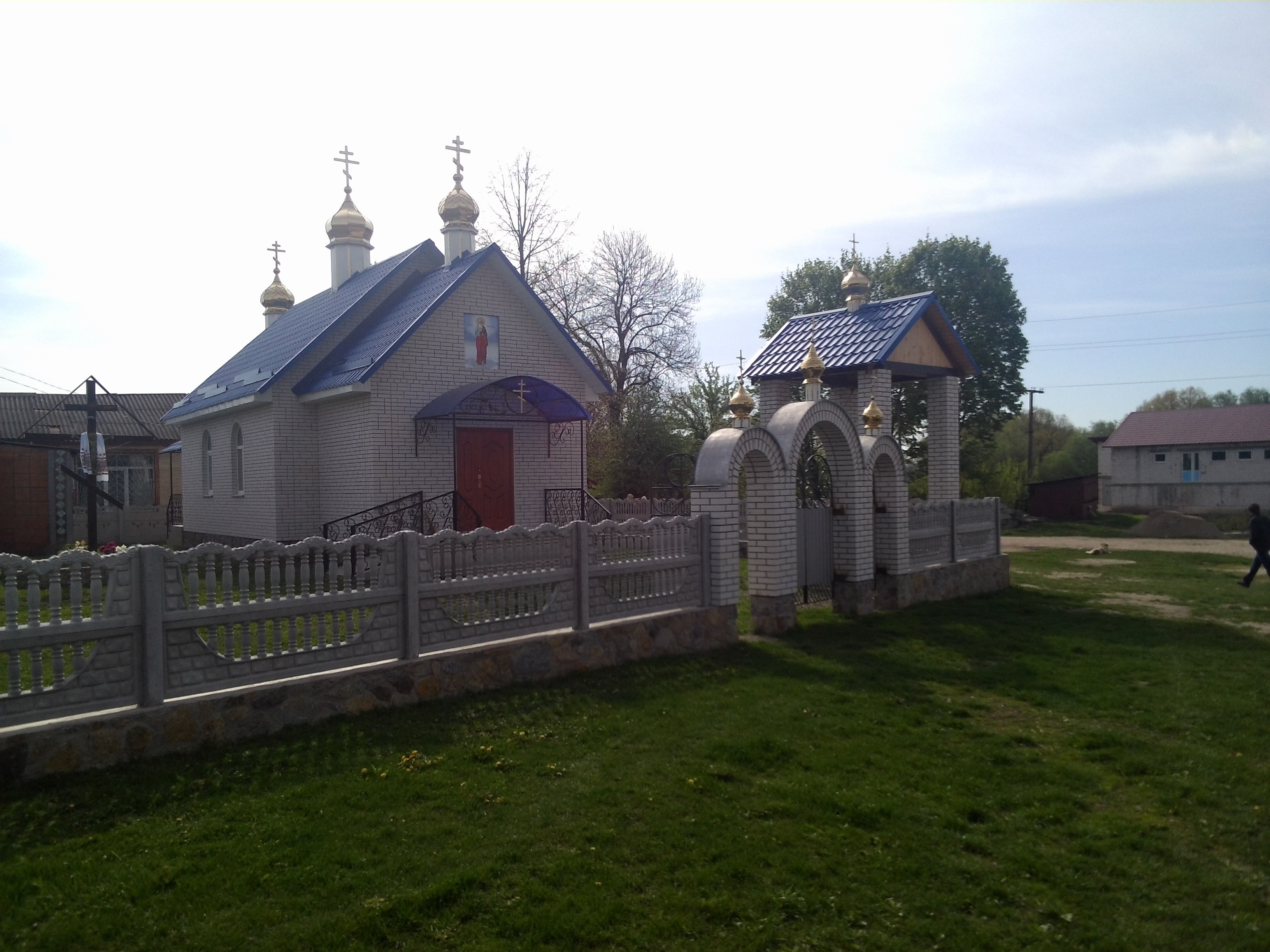

49°24′25″N 28°48′52″E / 49.40694°N 28.81444°E
康斯坦丁尼夫卡（羅馬化：Kostiantynivka）是烏克蘭的村落，位於該國西南部文尼察州，由文尼察區負責管轄，始建於1654年，面積2.55平方公里，海拔高度271米，2001年人口749，人口密度每平方公里293.61人。